# 87 до н. е.

## Події
- Лю Фулін з династії Хань стає імператором (посмертне ім'я — Імператор Чжао)
- 12 серпня, спостереження комети Галлея вавилонськими астрономами.
- Похід Птолемея X на Кіпр.

## Народились
- Гай Валерій Катулл — давньоримський поет-лірик, майстер любовної поезії, неотерик.
- Луцій Мунацій Планк — політичний та військовий діяч пізньої Римської республіки та ранньої Римської імперії, відомий красномовець

## Померли
- 29 березня — Лю Че, імператор династії Хань у 141 — 87 до н. е.
- Гай Юлій Цезар Страбон Вопіск — політичний, військовий діяч, поет та красномовець часів Римської республіки.
- Гней Помпей Страбон — політичний та військовий діяч Римської республіки, консул 89 року до н. е.
- Луцій Корнелій Мерула — політичний та військовий діяч Римської республіки, консул 87 року до н. е.
- Луцій Юлій Цезар III — політичний та військовий діяч Римської республіки, консул 90 року до н. е.
- Марк Антоній Оратор —давньоримський політик і оратор, консул 99 року до н. е.
- Публій Ліциній Красс — політичний та військовий діяч Римської республіки, консул 97 року до н. е.